# Тульский кремль
Тульский кремль — каменная крепость в центре Тулы, памятник архитектуры XVI века, старейшее сооружение города и области.

## История
В 1503 году великий князь Иоанн Васильевич получил во владение треть рязанских городов, в том числе и Тулу. С этого времени Тула навсегда осталась собственностью Московского княжества. Для того, чтобы обезопасить путь к Москве (в связи с возрастанием военной опасности со стороны Крымской орды), Василий Иоаннович в 1507 году повелел заложить в Туле, на левом берегу реки Упы (оставив старое городище при речке Тулице), дубовую крепость (острог). Деревянный сруб имел вид вытянутого полукруга. Острог был вооружён немецкими и московскими пищалями и пушками, был закончен в 1509 году и простоял 231 год. В 1514 году внутри дубовой крепости, по примеру московского кремля, Василий повелел заложить «каменный город», построенный к 1520 (1521) году. Об этом говорят несколько летописей и хронографов, среди которых Софийская вторая летопись (1-я четверть XVI века), Воскресенская летопись (1-я половина XVI века), Никоновская летопись (2-я четверть XVI века) и Львовская летопись (XVI век).
В 1552 году город осаждало войско крымского хана Девлет I Гирея. В это время царь Иван Грозный с основной армией был в походе на Казань. Гарнизон кремля и городское ополчение сражалось до прихода подкреплений из Коломны. В память об этих событиях в Тульском кремле был установлен закладной камень недалеко от Ивановских ворот.
Во второй половине XVI века вокруг каменного кремля появился посадский острог — деревянная охраняемая крепость, в десять раз превышавшая площадь каменного кремля. Эта территория в то время была границей Тулы.
В 1605 году колокол известил жителей о прибытии Лжедмитрия I, и Тула на две недели превратилась в псевдостолицу Русского государства. Именно сюда, в кремль, приезжали присягать на верность самозванцу бояре, дворяне, казаки и прочие служивые люди. В 1607 году во время крестьянской войны, в Туле нашёл убежище предводитель повстанцев Иван Болотников. В 1607 году в Тульском кремле войском царя Василия Шуйского были осаждены предводители крестьянского движения — Иван Болотников и Илейко Муромец, выдававший себя за «царевича Петра». Кремль выдержал очень долгую осаду, однако был взят благодаря хитрости одного сына боярского, посоветовавшего войску царя забросать реку Упу мешками с землёй и создать плотину. Вода из реки затопила кремль, и повстанцы капитулировали. В память об этих событиях в 1953 году в Тульском кремле был воздвигнут обелиск.
Всё это время кремль являлся «домом» для всех туляков. Согласно писцовым книгам, в конце XVII века в тульском кремле было 107 дворов и 197 жителей. Первая улица Тулы находилась тоже в кремле и называлась Большой Кремлёвской.

Реконструкция тульского кремля (XVI век)
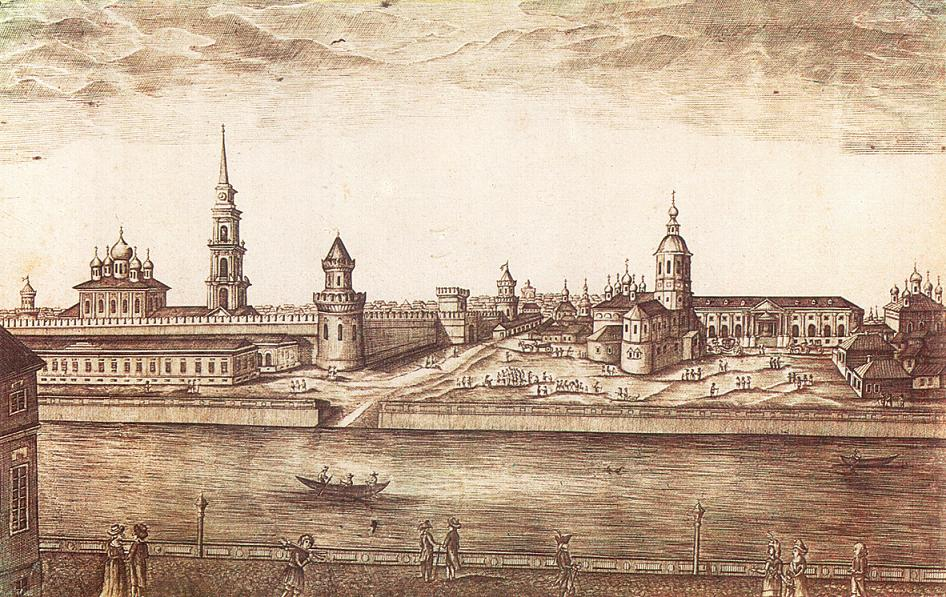
Кремль на гравюре 1807 года
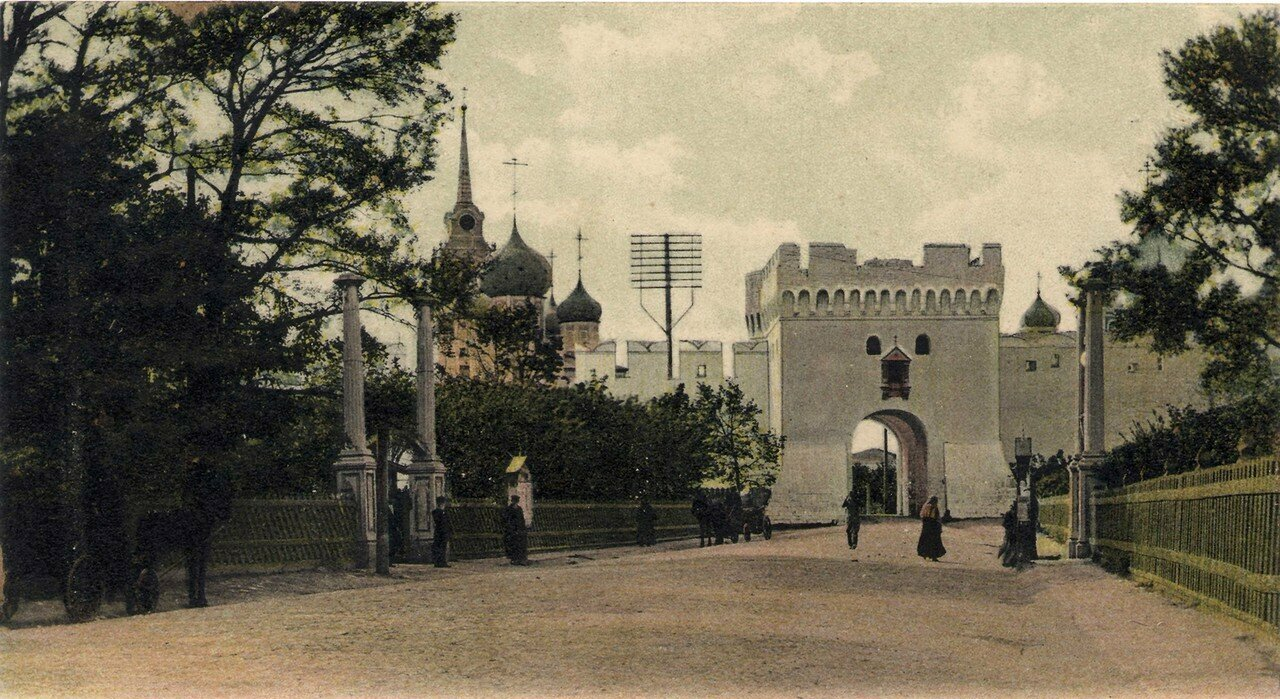
Тульский кремль в начале XX века

После воссоединения левобережной Украины с Россией в середине XVII века кремль совсем утрачивает своё значение и в петровское время в реестры крепостей уже не попадает.
Ремонтные работы в кремле проводились в конце XVIII и XIX веков, в 1930-х годах от стен кремля убрали все ветхие строения, в 1950-х провели частичный ремонт, а в середине 1960-х велась комплексная полная научная реставрация с целью восстановить первоначальный облик кремля.
В 1988 году в Тульском кремле создан музей. В 2012 году был создан благотворительный фонд «Тульский кремль», который насчитывает 1 648 благотворителей, перечисливших деньги на восстановление кремля. В том же году за счёт средств благотворительного фонда провели дренаж от Одоевской башни до башни Водяных ворот. В 2013 году были проведены работы по реставрации и благоустройству торговых рядов, установлен новый шатёр Наугольной башни, восстановлены зубцы на стене между Никитской и Ивановской башнями. В то же время была произведена реставрация Успенского собора, фасад которого приобрёл серый цвет, а купола покрыты позолотой. С 2012 по 2014 год в кремле была произведена масштабная реконструкция стен, а с территории была выведена электростанция, располагавшаяся там с начала XX века. С 2012 по 2014 год в кремле была произведена реконструкция колокольни Успенского собора, разрушенной в 1930-е годы.
В 2017 году бывшая подстанция была переоборудована в «Выставочный центр Тульского кремля». Комплекс состоит из четырёх выставочных залов: Музей военной истории Тульского края, Музей народного искусства Тульского края, Музей самоваров и тульского пряника и Музей истории Тульского кремля. Также в комплексе находится т. н. «свободный» зал, в котором размещаются временные экспозиции, проводятся форумы, встречи и конференции.
10 ноября 2016 года Президент России подписал указ о праздновании в 2020 году 500-летия Тульского кремля.
8 сентября 2018 года открылась Казанская набережная, скрытая от жителей и гостей города на протяжении более полувека.
В апреле 2019 года в рамках Всероссийского форума «Кремли России и их роль в истории Российского государства» в Тульском кремле открылся музей археологии, стилизованный под археологические раскопки. Музей содержит артефакты с раскопок при проведении реконструкции кремля в 2012—2015 годах.

## Архитектурная часть

### Описание деревянного острога
Деревянный сруб, начинаясь в районе нынешнего Зареченского моста от Никольских ворот, шёл по Советской улице до Крапивенской башни, имевшей форму шестиугольной призмы. Крапивенская башня стояла на пересечении нынешних улицы Советской и проспекта Ленина. Здесь дубовая стена примыкала к древнему земляному валу, шедшему от крапивенских ворот по Завальской улице (сейчас тоже Советская) и оканчивавшемуся у самого берега Упы Никитскими воротами. Отсюда вновь начиналась дубовая стена и шла вдоль всего берега до Никольских ворот.

### Описание каменной крепости

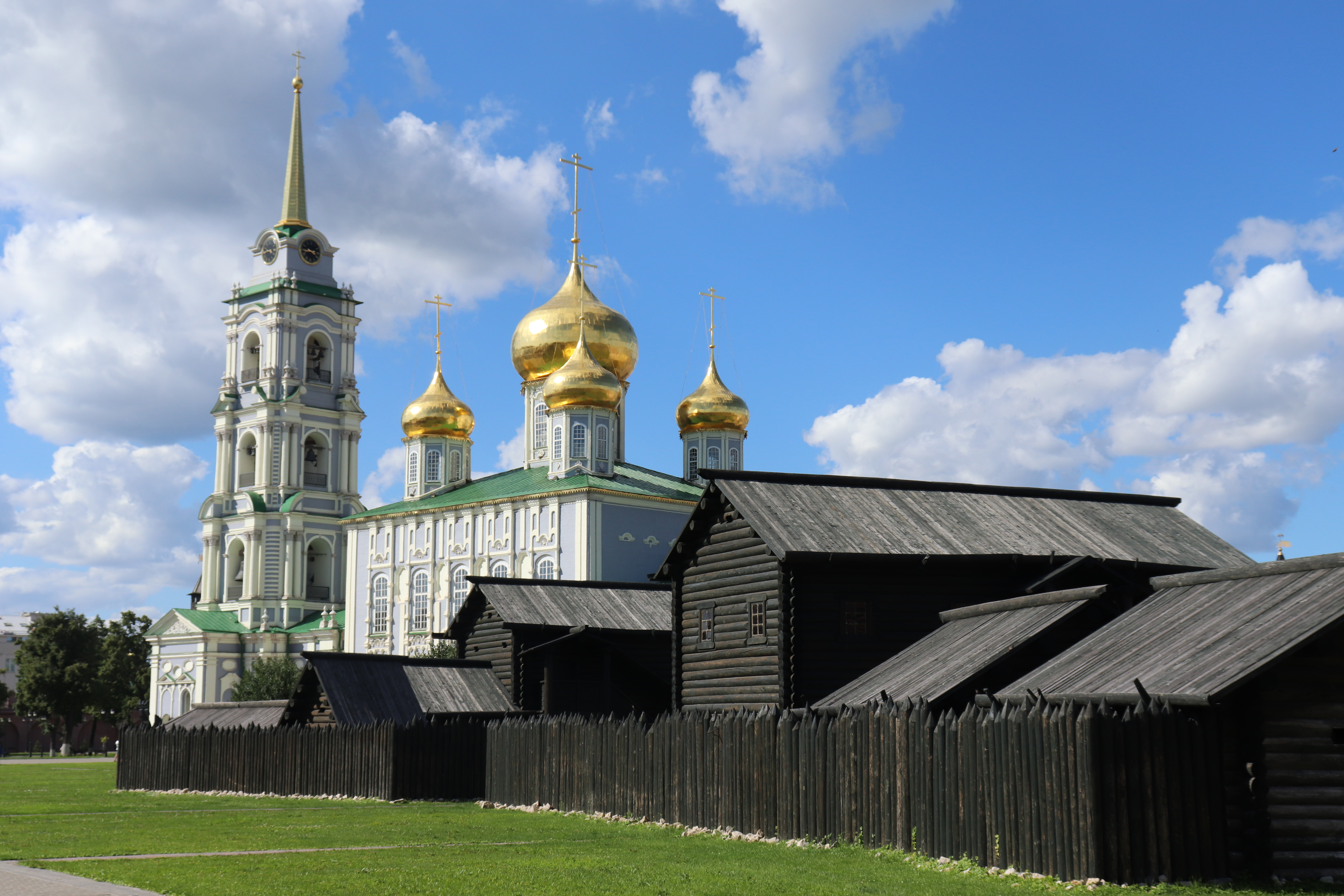
Реконструкция осадных дворов XVI века

Двурогие зубцы на стенах кремля говорят о заимствовании у итальянцев архитектурных приёмов завершения в средние века стен палаццо и башен. Стены кремля покоятся на мощном фундаменте до 8,5 м глубины, в свою очередь лежащем на дубовых сваях-лежнях. Наружные стены кремля выложены в нижней части из тёсаных белокаменных плит местного известняка, расширяющемся книзу цоколе, а выше — из хорошо обожжённого большемерного кирпича и завершаются двурогими зубцами в виде ласточкиного хвоста. Стены кремля отёсаны до полукруглого каменного нижнего валика, опоясывающего их по периметру, включая башни, а ниже валика переходят в наклонный цоколь, увеличивающий толщину стен. В толще цоколя прорезаны щелевидные бойницы «подошвенного боя».
В плане кремль имеет форму правильного прямоугольника с периметром стен в 1066.5 м и площадью около 6 га. В углах прямоугольника стоят четыре круглые башни Спасская (по часовой стрелке), Наугольная, Ивановская, Никитская. Въездные ворота имеют в плане четыре прямоугольные проездные башни: с юга — Одоевские, с севера — башня Водяных ворот, с востока Ивановских ворот, с запада — Пятницких ворот. Ещё одна кремлёвская башня с севера — Башня на погребу. Она не проездная, глухая, в плане квадратная. Под башней находился погреб с оружием и порохом.
Основная огневая мощь кремля была сосредоточена в его башнях, выступающих за линию стен и обеспечивавших благодаря этому ведение не только фронтального, но и флангового огня. Каждая башня была разделена дубовыми настилами на 3-4 боевых яруса, в которых стояли тяжёлые пищали, установленные на станках. Нижние ярусы Спасской и Никитской башен были перекрыты полусферическими сводами.
Проездные башни закрывались мощными дубовыми воротами и опускавшимися железными решётками, так называемыми «герсами». В толще башенных стен шли обходные галереи, имеющие бойницы не только в сторону поля, но и во внутрь башни. Из этих галерей, соединённых проходом с боевым ходом стен, защитники крепости могли обстреливать врага, если бы ему удалось ворваться в башню, пробив дубовые ворота и сломав герсы. Обособленные входы в нижние ярусы глухих башен имели оборонное значение: вражеским отрядам, даже ворвавшимся в кремль, пришлось бы овладевать каждой башней как самостоятельной цитаделью. Все башни завершались рядами двурогих зубцов той же высоты и устройства, что и на стенах. Над башнями возвышались высокие деревянные шатры, крытые двойным тёсом.
Из нижнего яруса Ивановской башни был устроен потайной подземный ход к реке для обеспечения защитников крепости водой во время осады. Над шатром Спасской башни была устроена смотровая вышка с вестовым набатным колоколом, оповещавшим население о приближающейся опасности.
Внутри кремля нижняя часть стен расчленена широкими арочными нишами, заглублёнными на 60-70 см в толщу и разделёнными между собою неширокими простенками — столбами. Над арками, на высоте около 6-6,5 метра толщина стены уменьшается, образуя уступ шириною 2,4-2,5 метра, по которому проходит «боевой ход». Отсюда защитники крепости вели по противнику огонь из лёгкого ручного оружия. От огня неприятеля их защищали двурогие зубцы и глухой парапет между ними. В каждом втором или третьем зубце имеются бойницы. Всего их 300. Над боевым ходом была устроена кровля, опиравшаяся на прогоны, уложенные с одной стороны вдоль зубцов, а с другой — на каменные столбы, стоявшие на краю боевого хода. У подошвы стен, немного выше фундаментов, в осях каждой второй или третьей арочной ниши расположены так называемые «бойницы подошвенного боя», предназначавшиеся для ведения огня из пищалей — пушек.
В настоящее время высота стен, вследствие наросшего за века культурного слоя, около 10 метров. Толщина на южном и западном участках — 2.8 метра, на северном и восточном — 3.2 метра. Вдоль стен на высоте 6.5 метра идёт боевой ход — площадка, откуда отражали врага защитники города.

### Башни кремля
В кремле имеется 9 башен, 4 из них являются проездными. Они имеют следующие названия:
- Спасская башня — была построена напротив Спасской церкви; первоначальное название «Вестовая» получила из-за того, что на ней висел набатный (вестовой) колокол, извещавший туляков о приближении врага, под башней хранился порох;
- Башня Одоевских ворот — или Казанская башня, поскольку на фасаде, в нише, помещалась Казанская икона Божией Матери, через неё шла дорога на город Одоев (в настоящее время выходит на проспект Ленина);
- Никитская башня — называлась по ближайшему району — Никитскому концу, под ней хранилась казна (порох), тут же пытали разбойников и воров;
- Башня Ивановских ворот — выходит в Городской кремлёвский сад;
- Ивановская башня — в XVI века называвшаяся «Тайницкой» — под ней начинался подземный ход к реке, длиной около 70 метров, обложенный дубовым срубом — тайник, он обеспечивал водой осаждённых врагами туляков, но в XVII веке сруб сгнил и обвалился;
- Башня На погребу — под ней был воеводский погреб с запасами пищи, оружия и пороха;
- Башня Водяных ворот — через неё спускался крестный ход на Богоявление для водосвятия. Через башню открыт проход на Казанскую набережную;
- Наугольная башня — ближайшая к реке Упе, башня у мясного ряда;
- Башня Пятницких ворот — смотрела на церковь Параскевы Пятницы, ворота выходили на гостиный двор (сейчас на ул. Металлистов), в воротах хранилось оружие и припасы на случай осады.

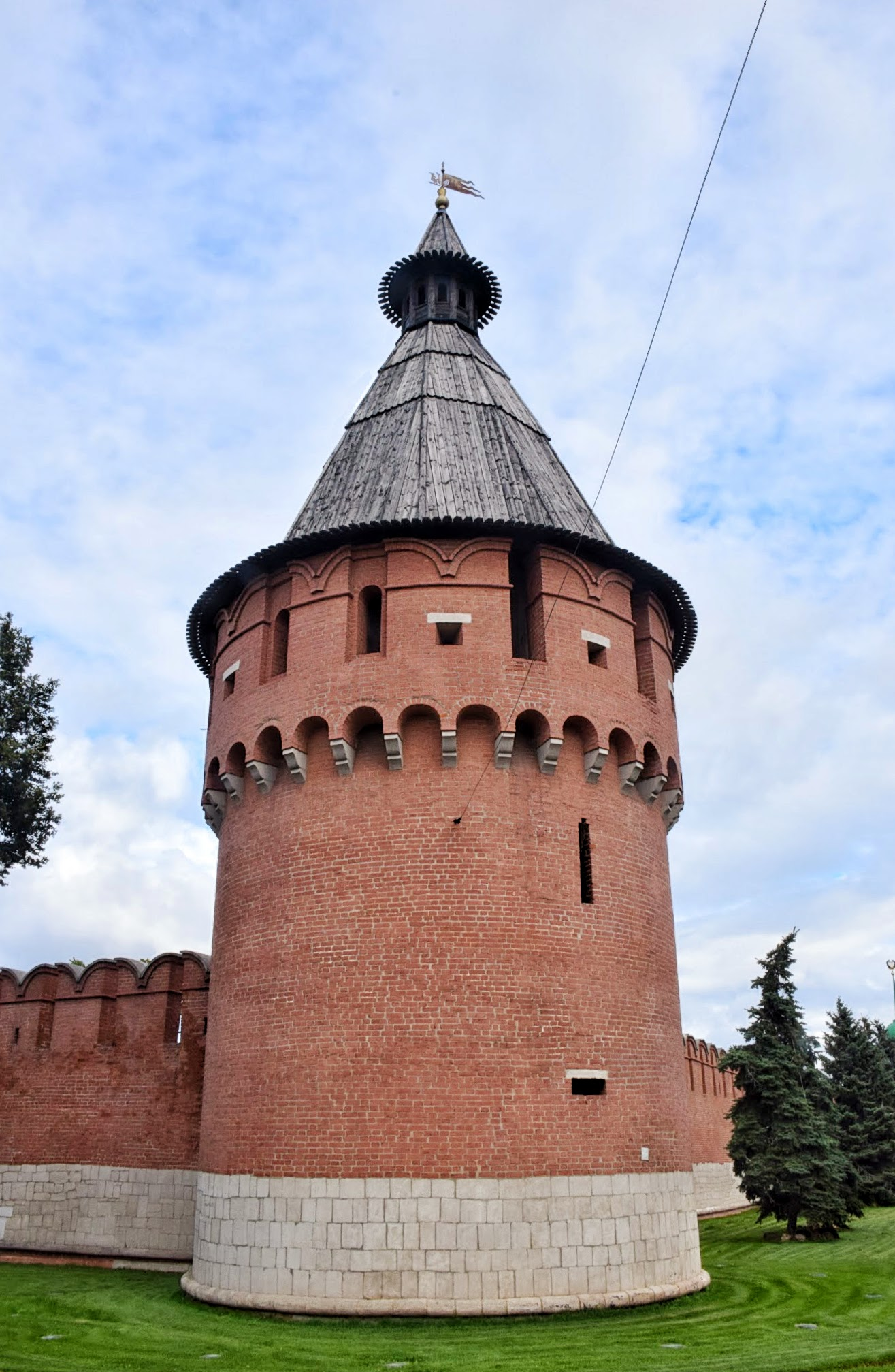
Спасская башня
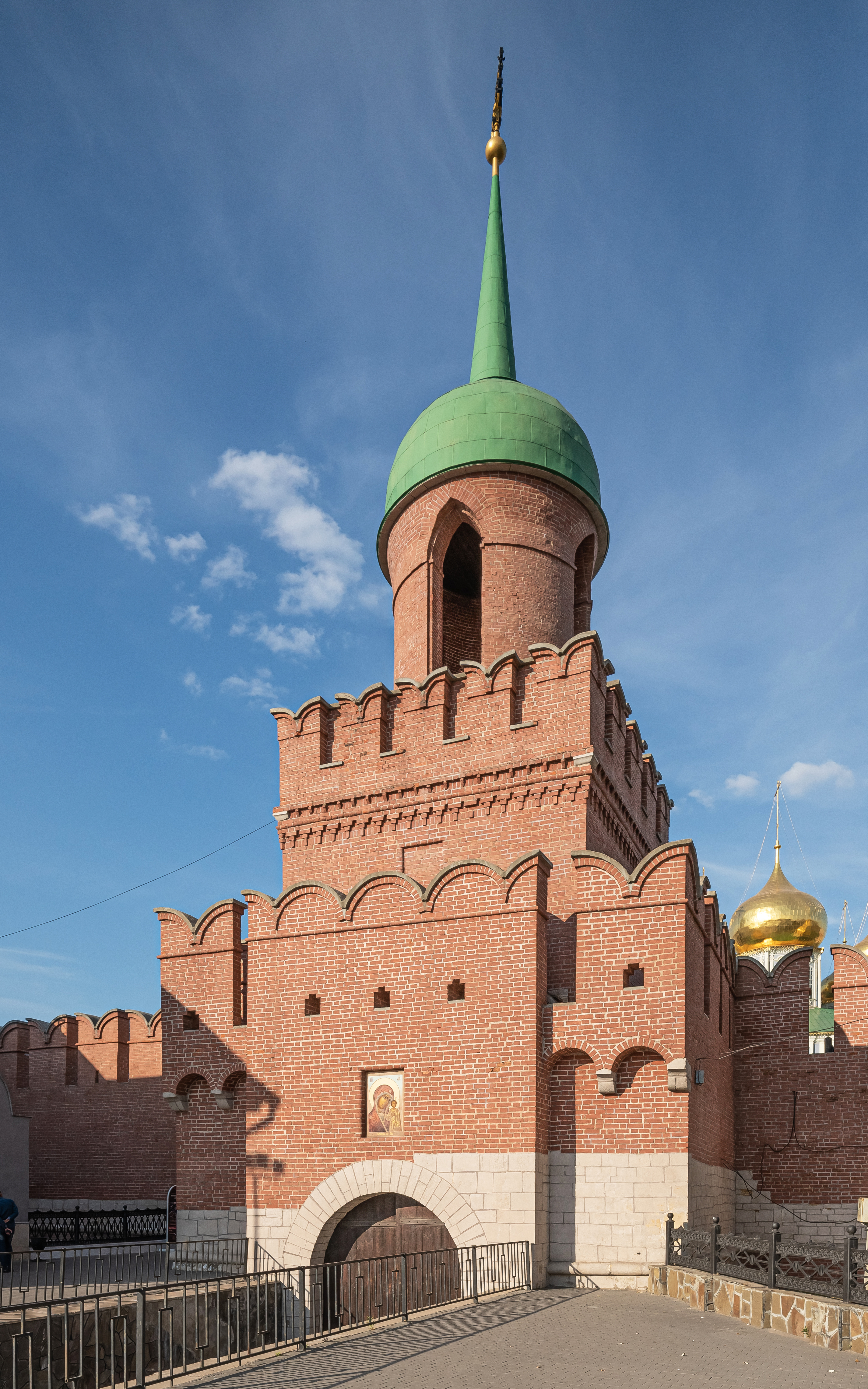
Башня Одоевских ворот
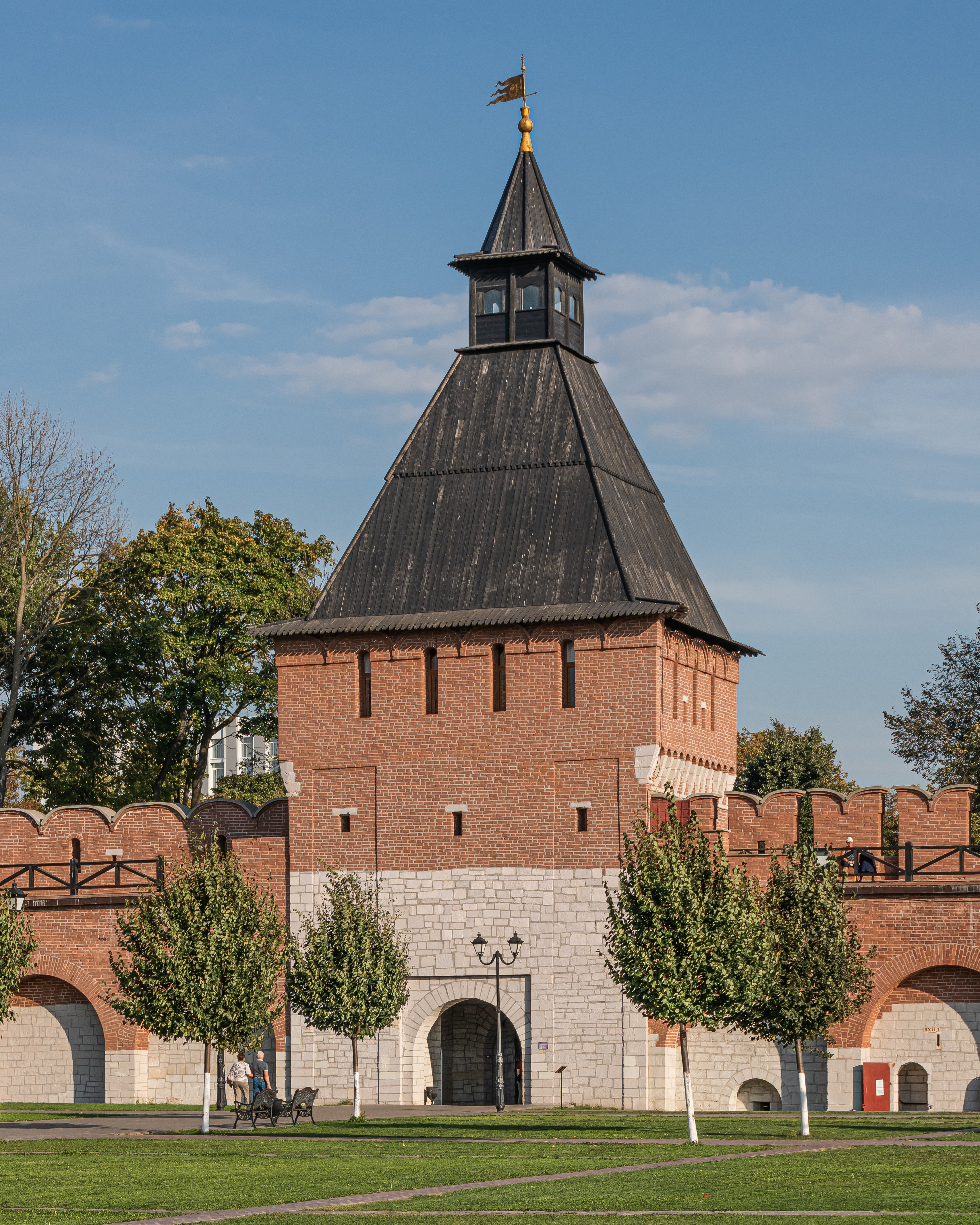
Башня Ивановских ворот
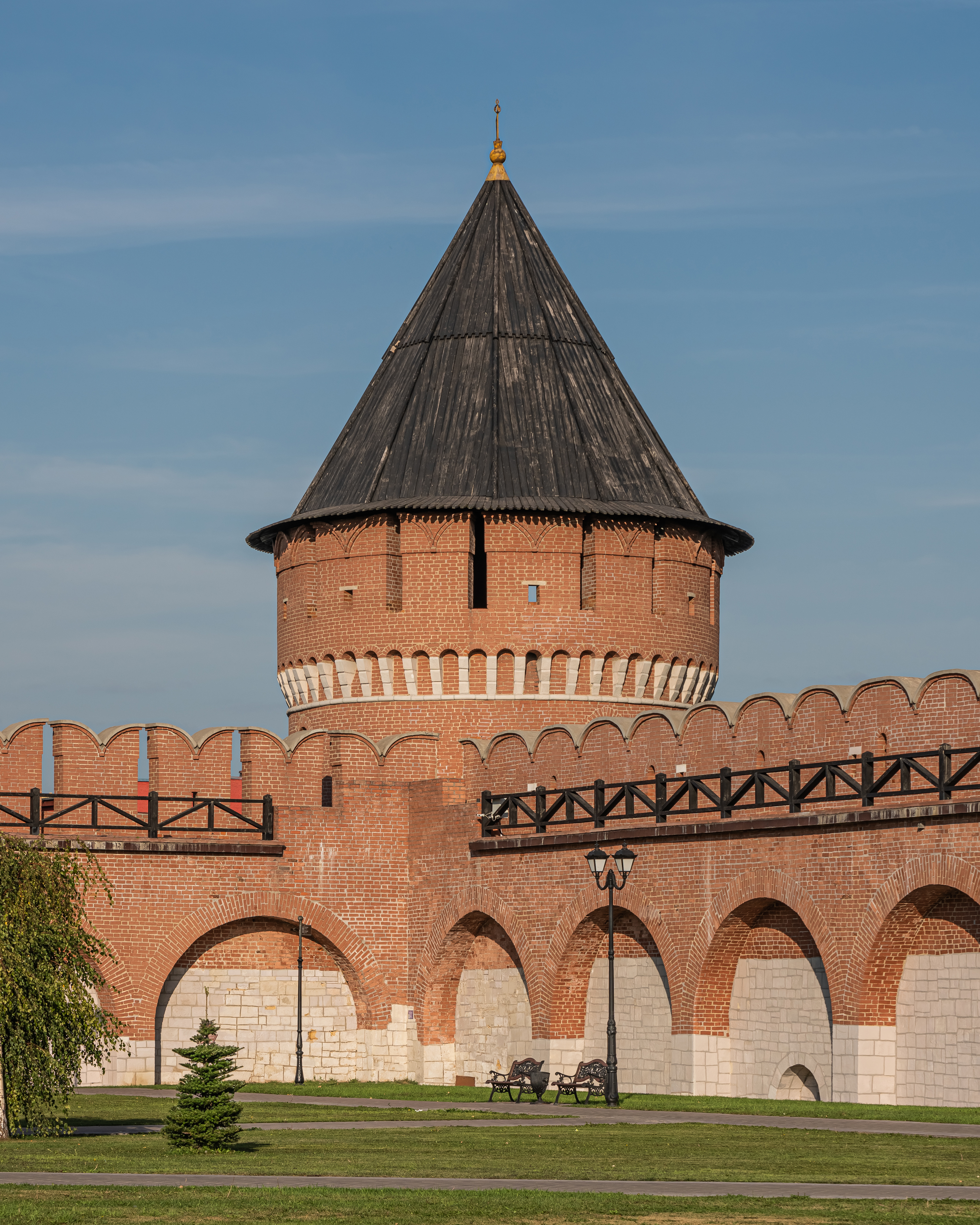
Ивановская башня
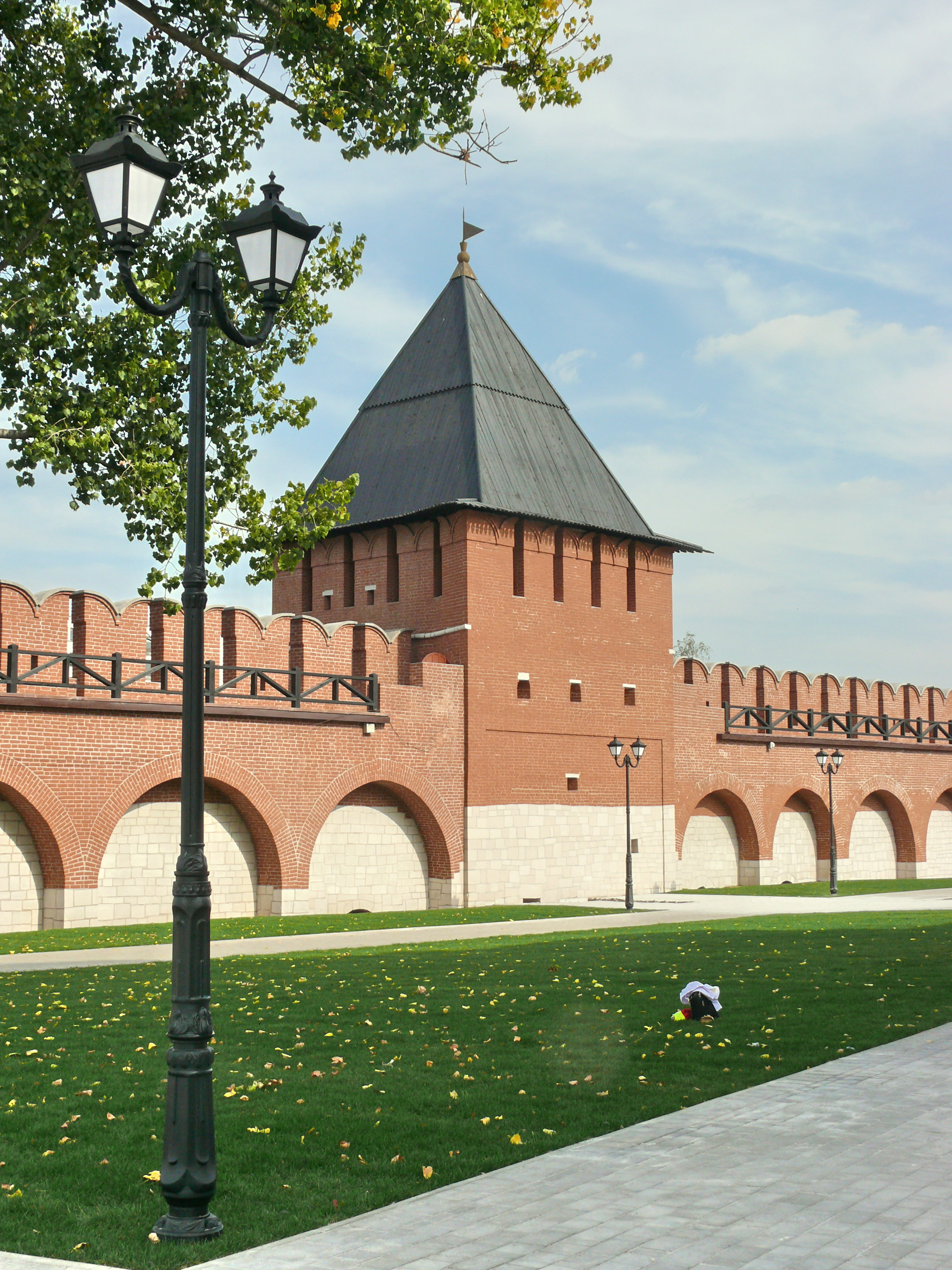
Башня На погребу
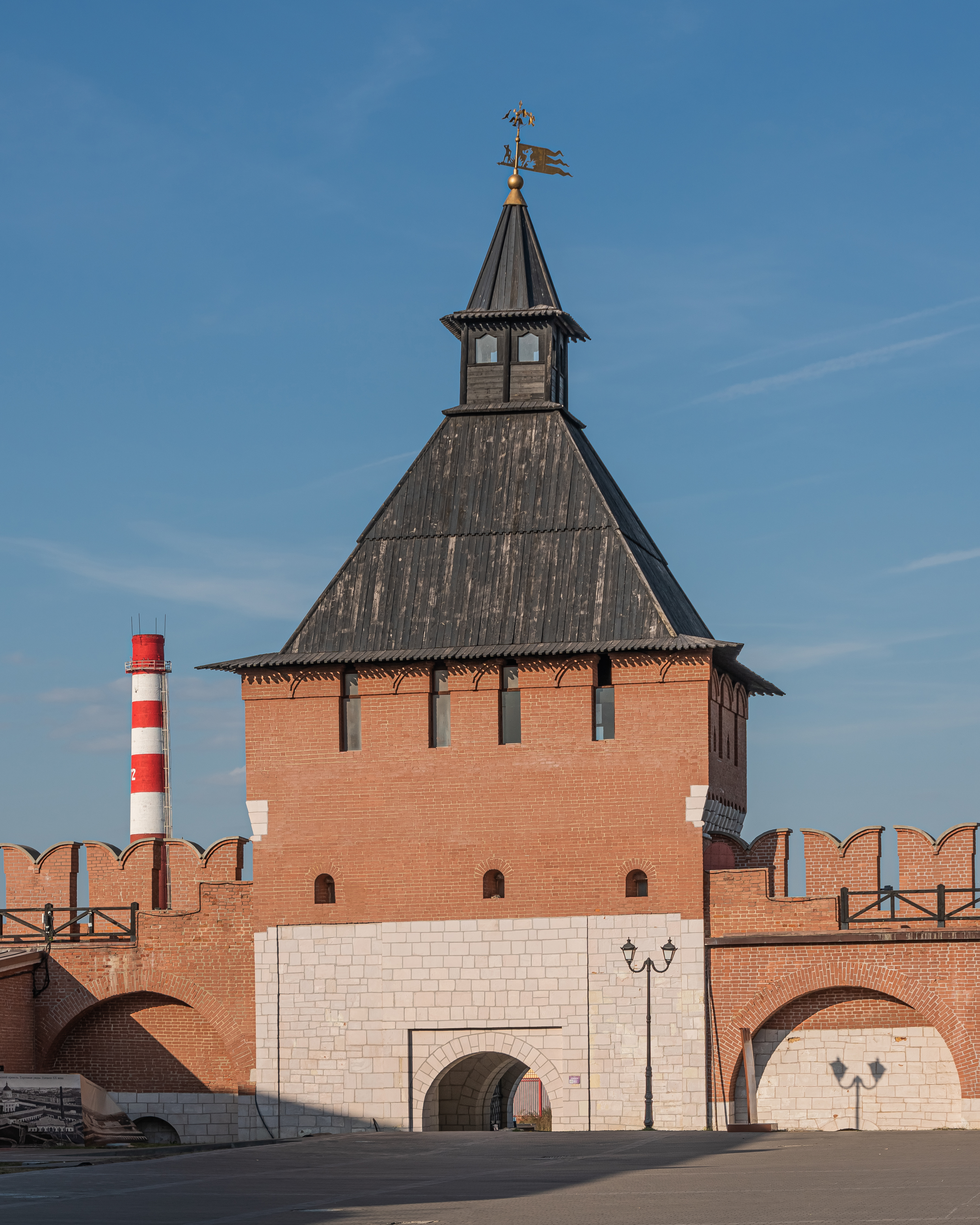
Башня Водяных ворот
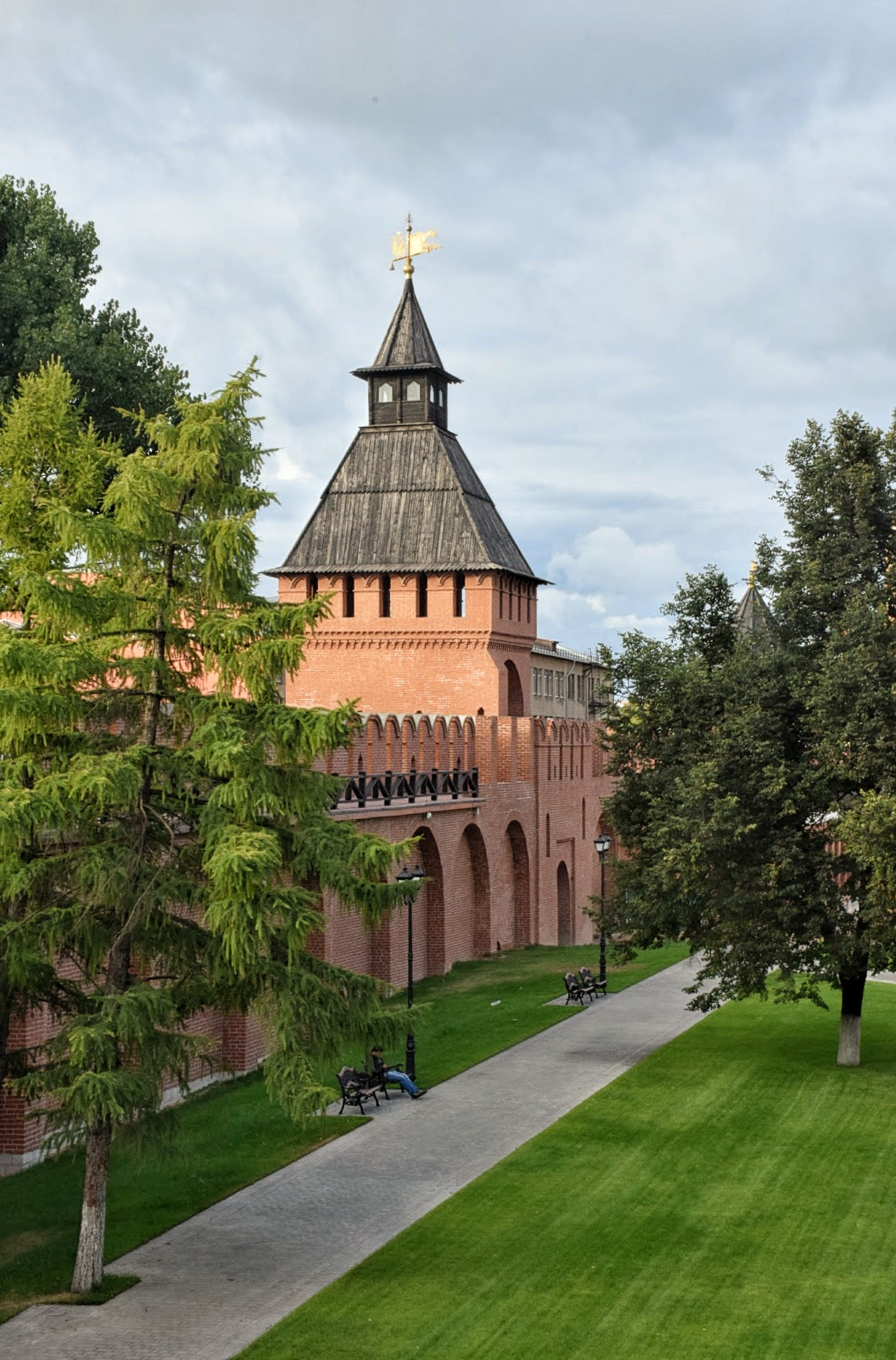
Башня Пятницких ворот

### Соборы кремля
Внутри кремля находятся два собора:
- Успенский собор (1762—1766) — строился как холодный летний храм.
- Богоявленский собор (1855—1863) — ранее отапливаемый зимний храм, в настоящее время Музей оружия.

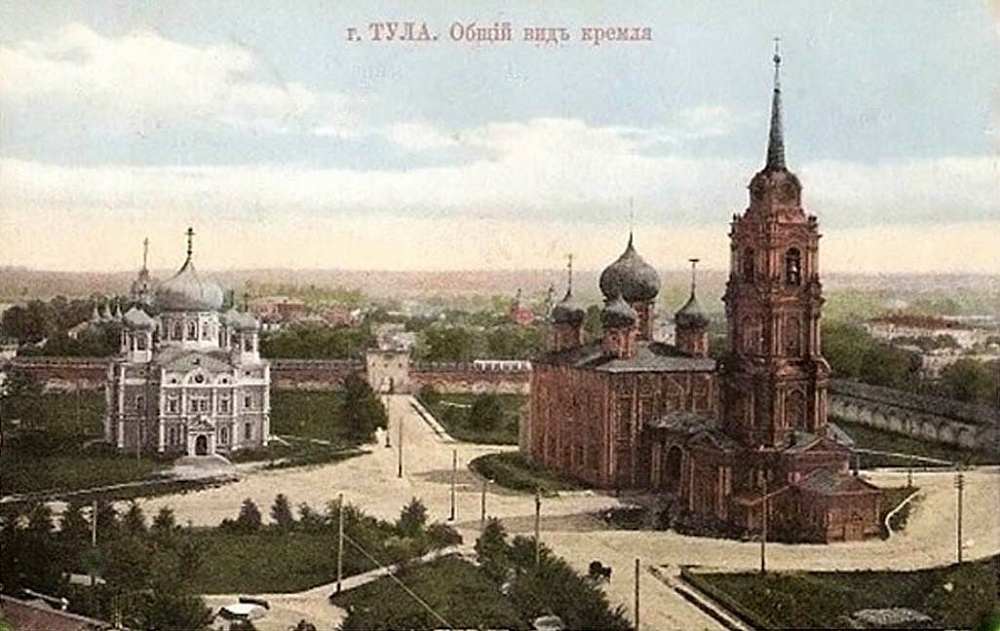
Соборы кремля в начале XX века
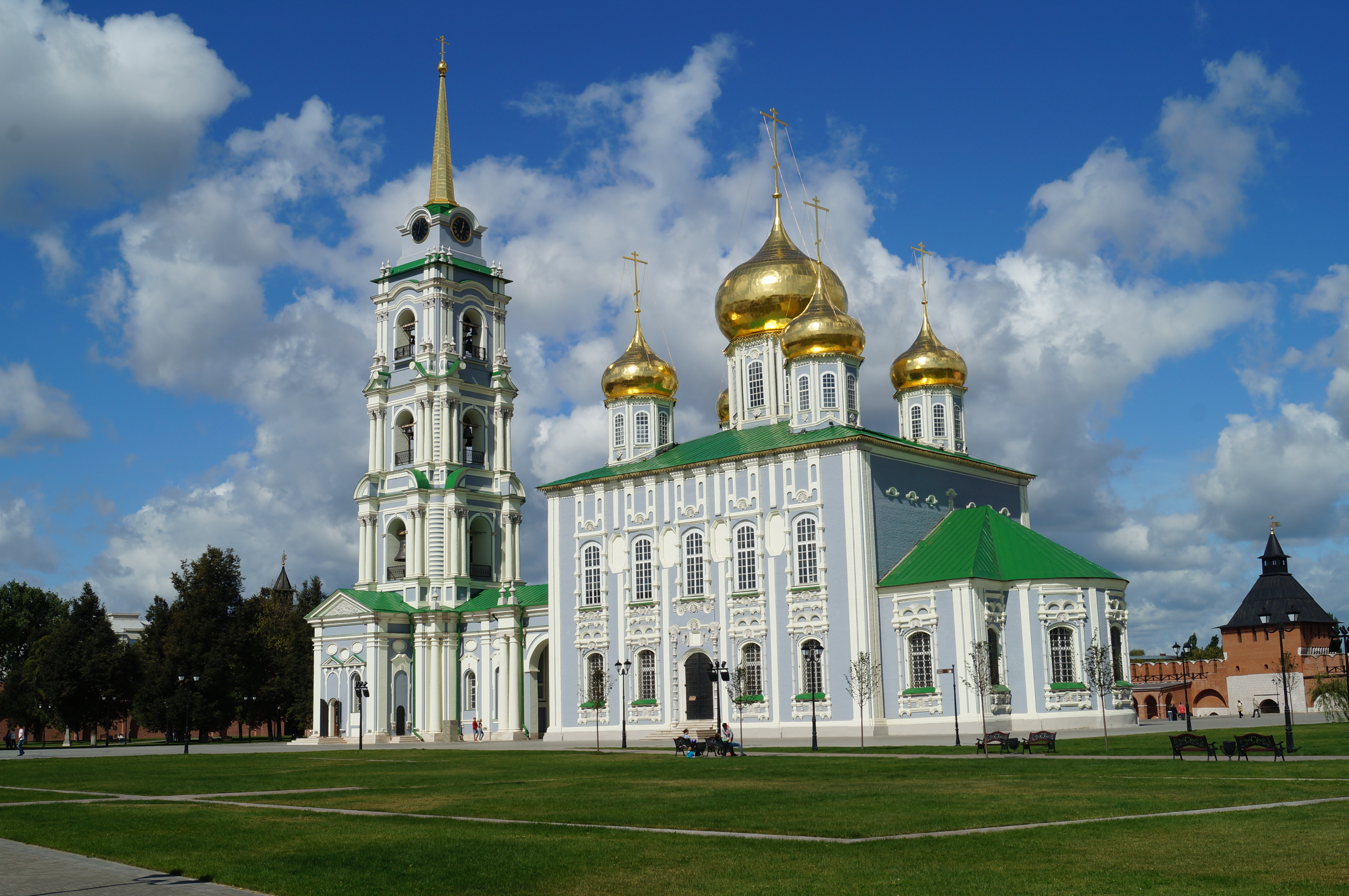
Успенский собор
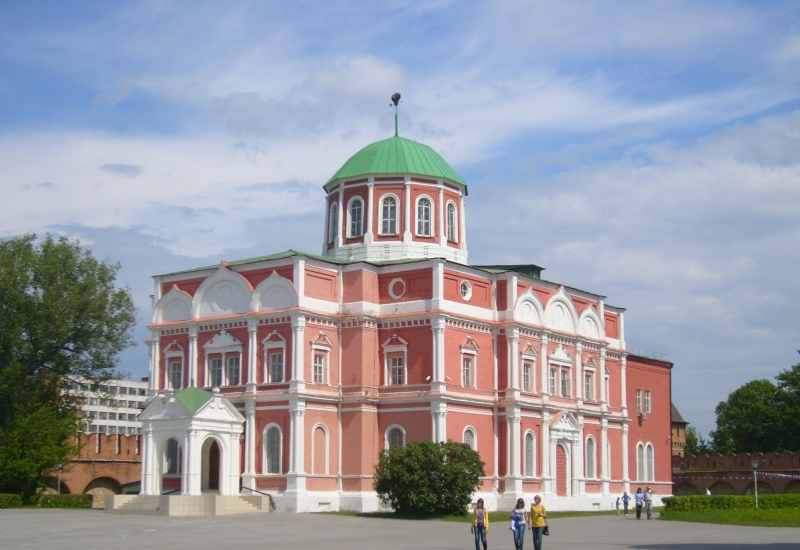
Здание бывшего Богоявленского собора

### Особенности
Судя по особенностям Тульского кремля как фортификационного сооружения, его возводили итальянские зодчие, после завершения строительства Московского кремля в конце XV века.
- Смешение стилей в архитектуре оборонительных башен и зубчатых стен.
- Зубцы кремля напоминают ласточкин хвост, что характерно для итальянских дворцовых комплексов.
- Внутри Никитской башни сферический купольный потолок, чуждый для русской архитектуры;
- Ниши с бойницами подошвенного боя и ниши с раструбами щёк с внутренней стороны стен;
- Башни кремля сильно вынесены за линию стен, тем самым обеспечивали фланговый обстрел по врагу;
- Башни изолированы одна от другой, таким образом, каждая представляет собой как бы самостоятельную крепость;
- Башни внутри делятся мостами на ярусы. Между собою мосты были связаны каменными лестницами, которые выводят не только в верхние помещения, но и на боевой ход, ширина которого около 2,5 метров;

## Археологические раскопки

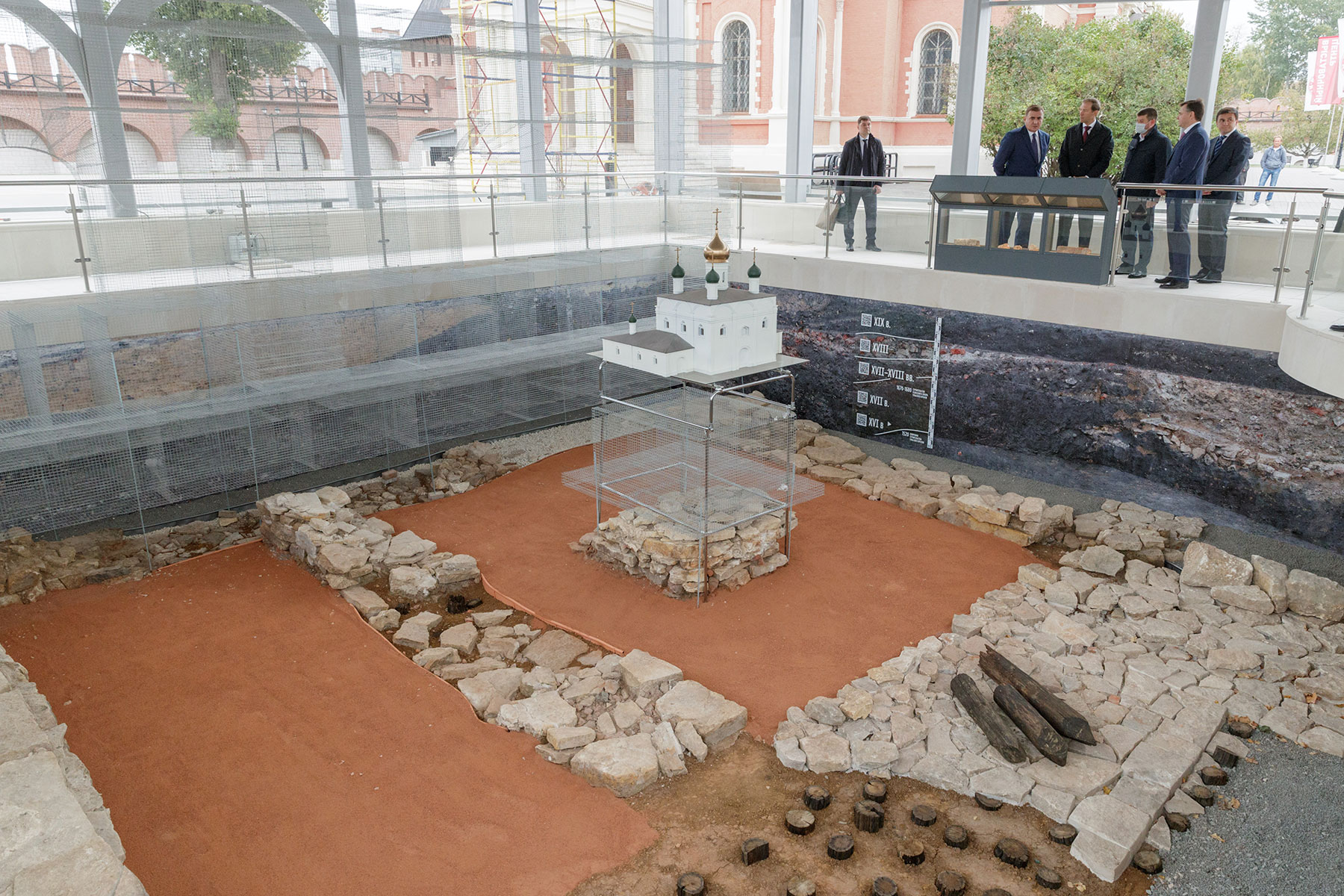
Археологическое окно на месте старого Успенского собора

Археологическое изучение территории Тульского кремля впервые началось в 1930-е годы. После длительного перерыва изучение возобновилось с концы 1970-х годов. Наиболее значительные исследования проводились в 1999—2000 годах, 2007 году и 2013—2017 годах. В результате проведённых исследований на территории Тульского кремля было изучено 2300 м² культурного слоя, содержавшего большое число различных артефактов, остатков построек различного назначения и погребений. Было выделено четыре хронологических горизонта от момента строительства кремля в первой четверти XVI века и до конца XVII века.
В 1979 году в ходе охранных раскопок случайно были вскрыты фрагмент фундамента старого Успенского собора и участок церковного некрополя, но из-за условной привязки шурфа постройка не могла быть локализована. Каменный Успенский собор с приделами Собора Архангела Гавриила и Тихона Амафунтского был построен в первой половине 1680-х годов на месте деревянного храма времён сооружения кремля. В 2017 году на данном участке были проведены геофизические и георадарные исследования, по результатам которых был сделан вывод о наличии контуров сооружения, которые могли быть связаны с Успенским собором XVII века.
В 2019 году там был выявлен культурный слой мощностью до 180 см и до 244 см, обнаружены и исследованы остатки ленточных фундаментов старого Успенского собора, выполненных во рвах с почти вертикальными стенками, из постелистых плит местного известняка на известковом растворе и глине, сохранившиеся приблизительно на две трети. Помимо этого в результате раскопок было обнаружено 13 объектов в виде ям и ровиков, 49 погребений по обряду ингумации умерших, 720 индивидуальных находок (предметы вооружения, украшения и другое), 11 880 частей и фрагментов круговых глиняных сосудов, 168 фрагментов стеклянных изделий, 636 железных гвоздей, 82 фрагмента глиняных изразцов. Основной материал из культурных напластований в пределах раскопа относится к периоду XVI — началу XX века. Находки связанные с самим собором были немногочисленные и представляли собой небольшое количество большемерного кирпича, несколько простейших деталей фасадного декора и фрагменты поливной черепицы.
Ряд находок свидетельствует о том, что данное место могло быть заселено ещё в XV века. Наиболее яркой из них является серебряная монета периода правления великого князя Олега Ивановича (1350—1402) и Фёдора Ольговича (1402—1427) Рязанских — с надчеканом тамги на татарской монете. В числе других предметов — ½ часть калачевидного кресала, ключ от замка и наконечник стрелы типа.
26 сентября 2020 года состоялось открытие археологического окна, сооружённого на месте каменного Успенского собора XVII века.

## Музеи

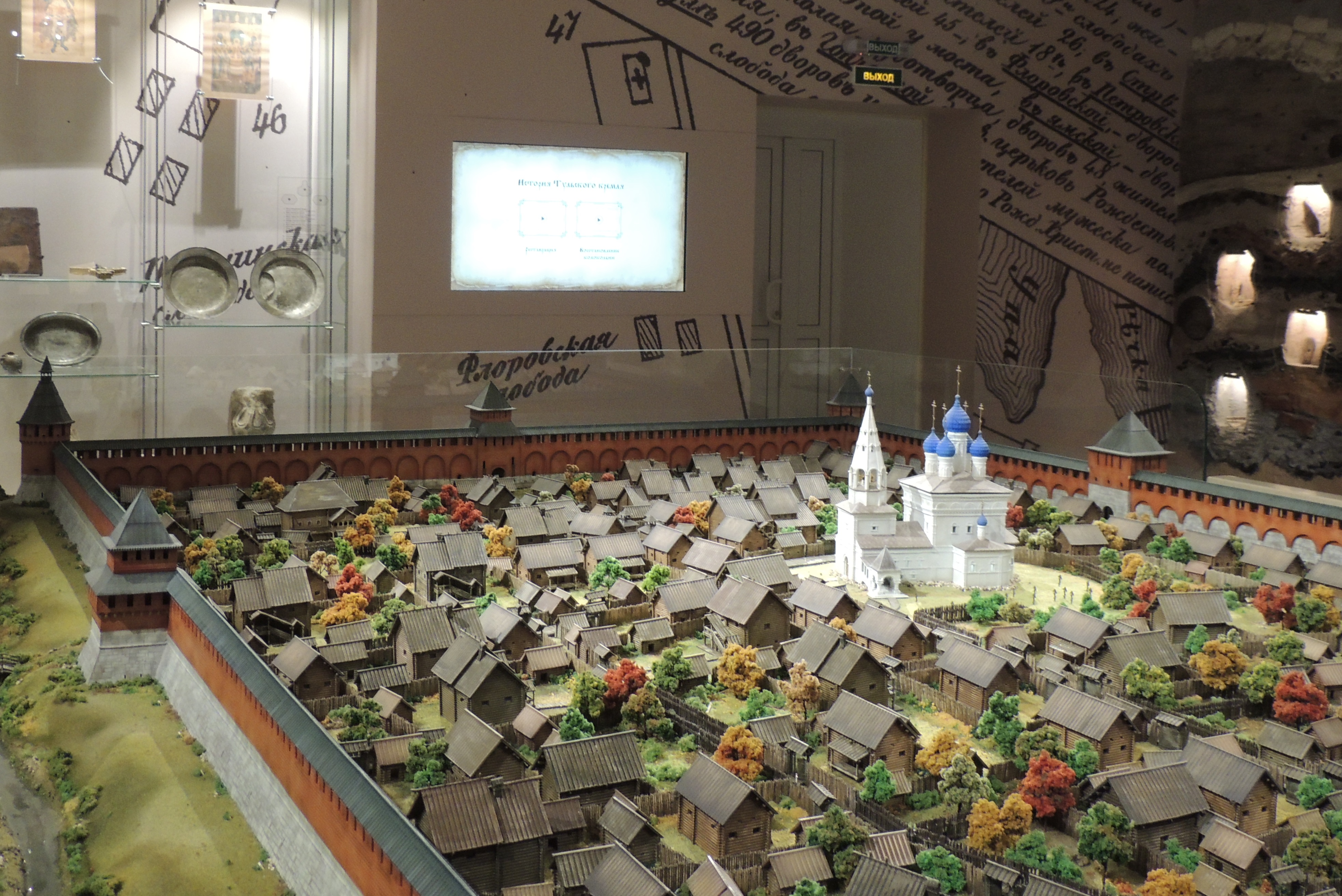
Макет кремля в музее археологии

Все находящиеся на территории кремля здания и сооружения являются частью музея «Тульский кремль», который в свою очередь входит в Тульское музейное объединение. В 2017 году открылся музейно-выставочный комплекс с современными мультимедийными экспозициями. Здесь располагаются четыре выставочных зала и временные экспозиции, где можно увидеть мушкеты, сабли, арбалеты, палаши и другие виды оружия. Кроме того, в плане экскурсионного маршрута предусмотрена прогулка по стенам и башням крепости. В экспозиционный комплекс входят две башни — башня Ивановских ворот и Никитская башня, где рассказывается о большой засечной черте, татарских набегах, осаде Тулы 1552 года крымских ханом Девлет I Гераем и пыточном застенке с размещением реконструированных орудий пыток и телесных наказаний. В апреле 2019 года был открыт музей археологии Тульского кремля, экспозиция которого включает находки из культурного слоя кремля и прилегающей к нему территории в исторической части города, большинство из которых получено в ходе исследований 2012—2015 годов. Среди экспонатов — макет Тульского кремля XVII века с мощёнными улицами, осадными дворами и церковью Успения Пресвятой Богородицы.
В конце 1970-х годов здание бывшего Богоявленского собора было передано Тульскому оружейному заводу. По решению музейщиков все экспонаты музея оружия было решено разместить в нём. 18 мая 1989 года после реставрации здания и размещения коллекции музей был открыт. В 2012 году, после открытия нового здания музея оружия в Заречье, часть экспозиции была перенесена туда, но в Богоявленском соборе по-прежнему работает постоянная экспозиция.
В сентябре 2014 года в торговых рядах кремля был открыт музей международного пряника. Это авторский проект группы дизайнеров и кондитеров из Тулы, направленный на популяризацию традиций пряничного дела. В музее проводятся мастер-классы, профильные экскурсии и занятий с детьми. На базе музея проводятся сезонные и авторские тематические выставки по росписи пряников.
В 2017 году в здании музейно-выставочного комплекса был открыт Тульский военно-исторический музей, также входящий в Тульское музейное объединение. Экспозиция музея посвящена военной истории Тульского края, начиная с XIV века и до наших дней, и включает подлинные предметы и документы, среди которых около 500 раритетов, реконструированное обмундирование и снаряжение защитников Родины. Экспозиции дополняют интерактивные инсталляции, мультимедийные энциклопедии и демонстрация фрагментов документальных фильмов.
Вход на саму территорию кремля свободный. Плата взимается за вход в музеи, посещение экспозиции, а также доступ на стены и башни.

## Нумизматика и филателия
12 августа 2020 года Банк России выпустил в обращение памятные серебряную монету номиналом 3 рубля «500-летие возведения Тульского кремля», также в 2020 году выпущена марка, посвящённая 500-летию Тульского кремля.

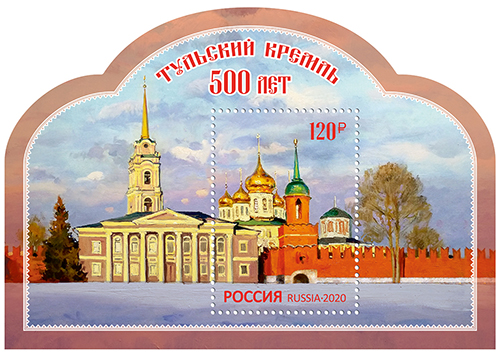
Почтовая марка
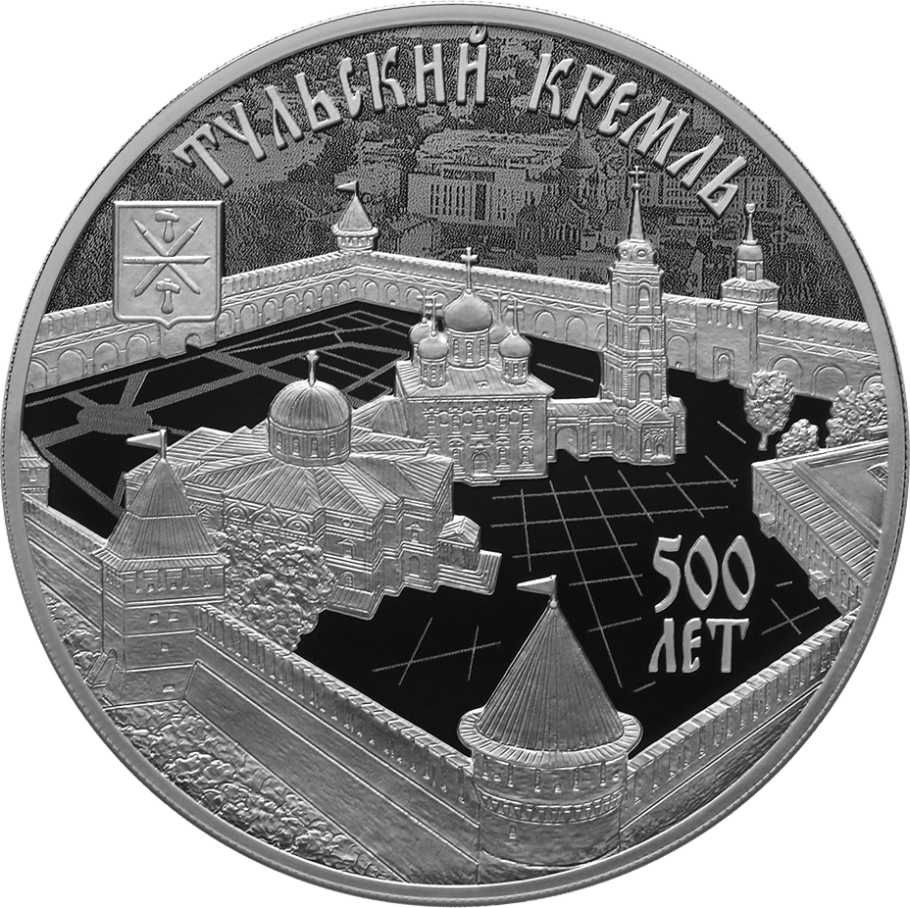
Монета